# 阿雷瓦洛
阿雷瓦洛（西班牙語：Arévalo）是西班牙卡斯蒂利亚-莱昂阿维拉省的一个市镇。 总面积46km2, 总人口7507人（2001年），人口密度163人/km2。